# 9389 Condillac
9389 Condillac (1994 ET6) là một tiểu hành tinh vành đai chính được phát hiện ngày 9 tháng 3 năm 1994 bởi Elst, E. W. ở Caussols.